# Commencal
Commençal — компания-производитель велосипедов из Андорры. Основана в 2000 году Максом Комменсалем (Max Commençal), до этого 16 лет работавшим в основанной им же компании Sunn. Специализируется на выпуске профессиональных и любительских горных велосипедов для даунхилла, кросс-кантри, фрирайда, эндуро, дёрт-джампинга и других дисциплин.

## История

### 2000—2003
Компания основана в 2000 году Максом Комменсалем в карликовом Княжестве Андорра, расположенном в Восточных Пиренеях и граничащим с Испанией и Францией. До основания Commençal Макс 16 лет работал над собственным брендом Sunn, однако был вынужден покинуть компанию, перешедшую под контроль несогласных с его политикой инвесторов. С самого начала компания специализировалась только на выпуске горных велосипедов, чему способствовало множество подходящих мест для тестирования и обкатки новых моделей в непосредственной близости от штаб-квартиры Commençal, таких как велосипедный парк La Poma.
Первый велосипед, выпущенный в том же 2000 году, получил название Supernormal. У Макса не было времени изобретать совершенно новый велосипед, поэтому он решил сделать как можно более простой байк, без ненужных усложнений, при этом простота сделала модель современной и продвинутой. Французский журнал Velo Vert выбрал модель горным велосипедом года. Кроме того, Макс предложил не имевшему в то время спонсора велогонщику Кристофу Дюпуа (Christophe Dupouy) поучаствовать на Supernormal в гонке Roc d’Azur, и тот неожиданно её выиграл.
В следующем году Макс выпустил новую модель — двухподвес DOCTOR, в основу которого была положена всё та же идея простоты и лёгкости. В 2002 вышла Pasta — столь странное название Макс объясняет тем, что этот велосипед ознаменовал переворот в мышлении — отказ от исключительно гоночной нацеленности в пользу идеи свободного катания с заносами и прыжками. Для этого модель обеспечивала удобную вертикальную посадку и регулируемую под любой тип поверхности вилку. В следующем году модель была усовершенствована, так на рынке появился велосипед Pasta Power, отличающийся эффективной передней и задней подвеской с большим ходом.
В 2002 году при поддержке властей Андорры и горнолыжного курорта Pal Arinsal (ныне Vallnord) компания организовала в Княжестве гонку Maxiavalanche, ставшую традиционной и позволившую рассматривать Андорру в качестве центра развития маунтинбайка как спортивной дисциплины. В 2003 к команде Commençal присоединилась французская гонщица Анн-Каролин Шоссон (Anne-Caroline Chausson), завоевавшая на велосипеде Pasta Power второй в карьере титул чемпиона мира в дисциплине 4X.

### 2004—2007
В 2004 году благодаря финансовой поддержке французской компании Oxbow, специализирующейся на выпуске одежды для сёрфинга, была создана сильная маунтинбайк-команда Commencal — Oxbow, в которую помимо Шоссон вошли Мигель Мартинес (Miguel Martinez), Франк Паролин (Franck Parolin), Бернат Гуардия (Bernat Guardia), Роман Саладини (Romain Saladini) и Титу Пикар (Titou Picard). В это же время вышла специальная даунхилл-модель Supreme DH, созданная при активном участии основателя компании BOS Engineering Оливье Боссарда (Olivier Bossard) и Анн-Каролин Шоссон, на тот момент восьмикратной чемпионки мира по даунхиллу. Первым крупным успехом Supreme DH была победа на нём француза Романа Саладини на молодёжном чемпионате мира по даунхиллу 2004 года.
Спустя год Commençal представила одну из самых знаменитых своих моделей — Meta. В работе над Meta участвовал новый член команды — Реми Абсалон (Rémy Absalon), в том же году ставший победителем престижной гонки Megavalanche и завоевавший титул чемпиона мира по даунхиллу. Кроме того, в этом году были представлены две новые рамы Supreme и началась работа над рамами линейки Absolut, в которой активно принимал участие швейцарец Роджер Риндеркнехт (Roger Rinderknecht), также присоединившийся к команде. Другим приобретением Commençal стал даунхилл-гонщик Жульен Камелини (Julien Camelini).
2006 год отметился продолжением роста мировой популярности бренда. В этот год продажи за пределы Франции — традиционного рынка сбыта андоррских компаний, превысили внутренние. Причём это произошло на фоне увеличения сбыта на внутреннем рынке. По данным самого Макса Комменсаля, дилеры около 30 стран импортируют велосипеды напрямую из Тайваня, где находятся сборочные линии Commençal.
В 2006 году, с приходом Седрика Грасии (Cédric Gracia), команда Commençal становится чрезвычайно сильной. Седрик был знаком с Максом с тех времён, как сам ещё был ещё мальчишкой. Позже он долгое время жил в США, где стал одним из самых титулованных и популярных велогонщиков в мире. Отличительной особенность Седрика было наличие особого стиля катания, а также универсальность — он чувствовал себя одинаково уверенно как на трассах для даунхилла, так и на 4Х и фрирайд-трассах.
В 2007 году усилиями британского дистрибьютора компании была образована гоночная команда Animal — Commencal, в которую вошли трое чрезвычайно перспективных британских гонщика, представители семьи Афертонов: братья Дэн (Dan Atherton) и Джи (Gee Atherton), а также их сестра Рейчел (Rachel Atherton). С точки зрения бизнеса год также казался успешным: хорошие продажи показывали велосипеды линейки Absolut, а новый концепт MaxMax завоевывает для Commençal долю на рынке недорогих велосипедов. Удешевление стоимости произошло за счёт максимального упрощения в компонентах без потери в качестве рамы и других ключевых элементов конструкции.

### 2008—2010

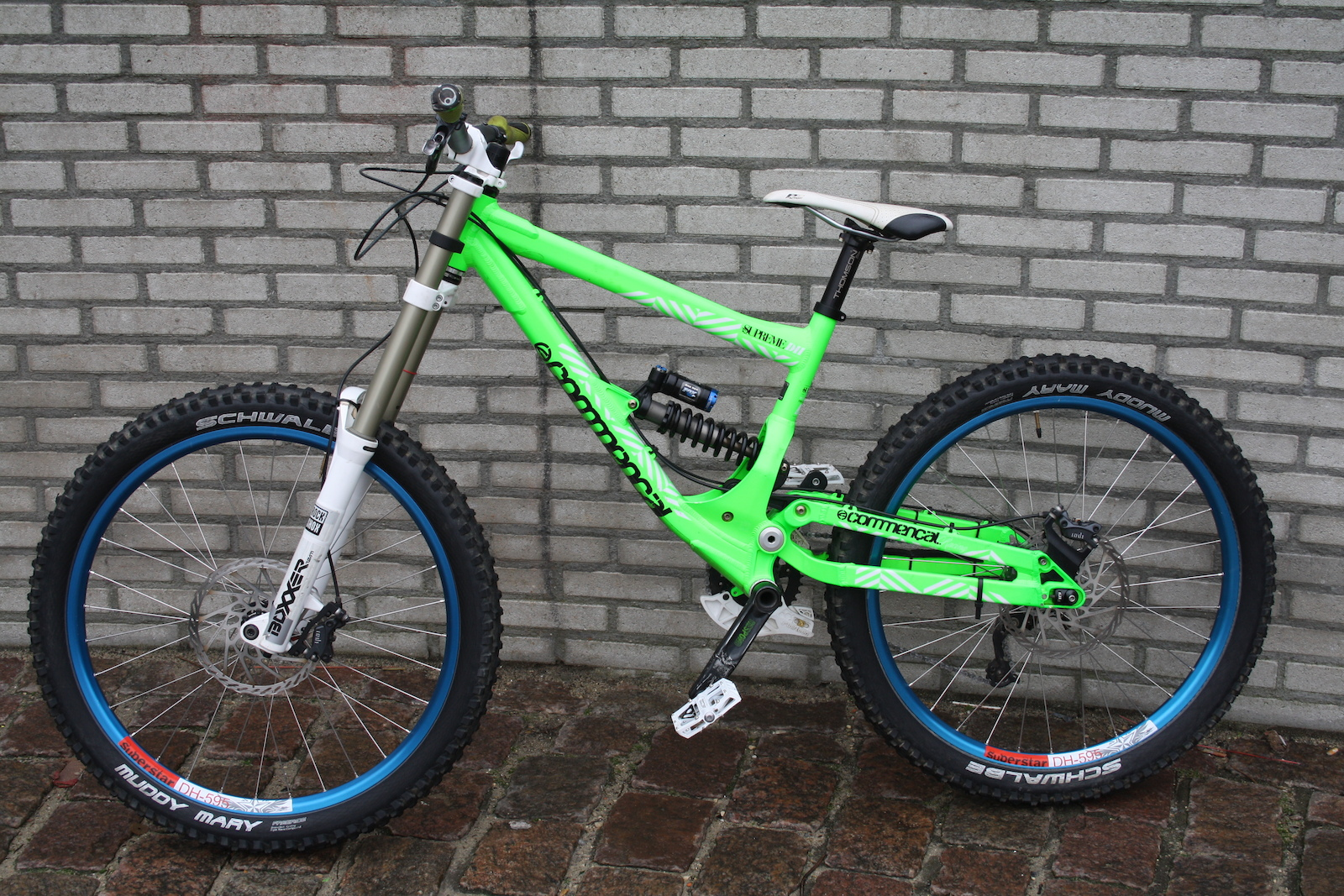
Велосипед Commencal Supreme DH v2, 2010 год

Следующий год был весьма успешным для спортсменов Commençal: Рейчел и Джи Афертоны стали чемпионами мира по даунхиллу, хорошо шли дела и у много путешествовавшего по миру Седрика Грасии. Команда пополняется тремя канадскими фрирайд и даунхилл-гонщиками: Микэйла Гатто (Micayla Gatto), Алексом Про (Alex Pro) и Бренданом Хоуи (Brendan Howie). В этом же году была выпущена первая модель с углепластиковой («карбоновой») рамой — кросс-кантри хардтейл Skin. В дополнение к ней углепластиковые рамы получила модель Super 4 и одна из модификаций Meta 55. Всего за 2008 год компания выпустила 20 тысяч велосипедов. По словам Макса Комменсаля, компания вскоре отказалась от использования углепластиковых рам, так как он был шокирован, увидев, как на их производстве в Китае нарушается техника безопасности, что чрезвычайно негативно сказывается на здоровье молодых рабочих. Макс хотел снизить цену продукции, повысив тем самым конкурентоспособность, но не хотел идти на это ценой жизней. Кроме того, он считает, что углепластик имеет слишком много минусов как материал.
В 2009 году на рынке появилась модель Ramones — недорогой хардтейл с длинноходной вилкой. Отличительной особенностью нового велосипеда стала его универсальность — он подходил как для поездок по городу и горных поездок, так и для спортивных состязаний на любом рельефе. Среди успехов спортсменов Commençal Макс отмечает победу Реми Абсалона на гонке Megavalanche, проходящей на французском горнолыжном курорте Альп д`Юэз. В 2010 году Commençal выпустила даунхилл-фрирайд модель Supreme 8, отличающуюся своей скоростью. В том же году команда пополнилась молодым гонщиком Яником Граньери (Yannick Granieri), специализирующимся в дёрте и слоупстайле.

### 2011—2014
2011 год ознаменовался выходом новых версий моделей: даунхилл-модели Supreme DH и ориентированное на эндуро Meta, — обозначенных как v3, то есть третье поколение. Обе новинки вышли удачными. Об успехе первой говорит то, что довольно вместительные склады компании не могли удовлетворить спрос на неё, вторую ожидал спортивный успех — Реми Абсалон выиграл на новом велосипеде гонку Megavalanche в Альп д`Юэз. В 2011 году первый крупный успех ждал нового члена команды — молодую французскую гонщицу Мирьям Николь (Myriam Nicole), одержавшую победу на этапе Кубка мира по даунхиллу.
В следующем году перед инженерами Commençal была поставлена задача разработать модели велосипедов для спокойных поездок около дома, а также модели для детей всех возрастов. В плане дистрибуции компания переходит от системы, основанной на продажах через велосипедные магазины, к смешанной системе, где значительную роль играют продажи через онлайн-магазин. В 2012 году, после окончания контракта, команду покинула семья Афертонов, члены которой в составе Commençal завоевали 50 различных побед и множество титулов чемпионов мира. С другой стороны, команда пополняется эндуро-гонщиком Николасом Кере (Nicolas Quere). В конце 2013 года стало известно, что команду покинул Реми Абсалон, бывший одним из её лидеров на протяжении девяти лет.

## Спонсорская деятельность
Практически с момента основания компания Commençal ведёт активную спонсорскую деятельность, выраженную в помощи при проведении соревнований по маунтинбайку, оказании спонсорской поддержки отдельным спортсменам и создании собственных профессиональных велокоманд. В разное время в состав команды Commençal входило целый ряд успешных спортсменов-маунтинбакеров, среди которых наиболее выдающиеся:
- Анн-Каролин Шоссон (Anne-Caroline Chausson; 2003—2008) — олимпийская чемпионка 2008 года по BMX, наиболее титулованная спортсменка в женском маунтинбайке[9];
- Седрик Грасиа (Cédric Gracia; 2006—2009) — серебряный призёр чемпионатов мира 2001 года в двойном слаломе и 2002 года в 4X, «один из самых уважаемых гонщиков в маунтибайке»[10];
- Реми Абсалон (Rémy Absalon; 2004—2013) — эндуро-гонщик, многократный победитель престижных гонок Megavalanche[11];
- Мигель Мартинес (Miguel Martinez; 2004—2005) — олимпийский чемпион 2000 года в кросс-кантри (в то время выступал за команду Sunn);
- Дэн Афертон (Dan Atherton; 2007—2011) — вместе с братом Джи и сестрой Рейчел составляли команду Animal — Commencal, наиболее выдающимся успехом Дэна была победа на андоррском этапе Кубка мира 2008 года в дисциплине 4X[12];
- Джи Афертон (Gee Atherton; 2007—2011) — обладатель кубка мира по даунхиллу 2004 года и 2010 годов, чемпион мира по даунхиллу 2008 года[12];
- Рейчел Афертон (Rachel Atherton; 2007—2011) — обладательница кубка мира и звания чемпиона мира по даунхиллу 2008 года[12].

Компания Commençal поддержала французскую даунхилл-команду Riding Addiction, созданную Тибо Руффином (Thibaut Ruffin) в 2006 году. В сезоне 2010 года она выступала под названием Commencal Superriders в составе Жерома Крокомбета (Jerome Crocombette), Мирьям Николь (Myriam Nicole), а также братьев Гаэтана (Gaetan Ruffin) и Тибо Руффинов, а в сезоне 2011 года под названием Riding Addiction Commencal, но уже без Жерома, перешедшего в команду Passion Velo Thiers Stemtee. В 2013 году к команде присоединился Реми Тирион (Rémi Thirion), в том же году одержавший свою первую победу на этапе Кубка мира, проходившем на андоррском курорте Валлнорд — всего в двух километрах от штаб-квартиры Commencal.
Кроме того, компания спонсирует ряд региональных команд: австрийскую Alpine Commencal, американо-канадскую Commencal America, аргентинскую, испанскую, канадскую PerformX Commencal, немецкую, российскую, тайваньскую, украинскую, французскую, чешскую, чилийскую, швейцарскую, а также команду из Реюньона и французские команды Commencal France, Irwego Commencal и Morzine Avoriaz.

## Продукция
Commençal специализируется на выпуске велосипедов различных видов, велосипедных рам, а также спортивной одежды, но наибольшую известность компания получила именно как производитель горных велосипедов. Модельный ряд велосипедов 2014 года разделён на семь категорий: 
- даунхилл (downhill)[24] — модели Supreme DH, Supreme FR1, Supreme FR2 и Supreme JR (модель для подростков);
- эндуро (enduro)[25] — модели Meta SX Factory, Meta SX1, Meta SX2, Meta Hip-Hop1 и Meta Hip-Hop2;
- ол-маунтин (all mountain)[26] — модели Meta AM Factory, Meta AM1, Meta AM2, Meta AM3, Meta AM Girly (модель для девушек), Meta AM 29 (твентинайнер), хардтейлы Meta Hardtail AM1, Meta Hardtail AM2 и Meta Hardtail AM CrMo;
- трейловые (trail)[27] — модели Supernormal*1, Supernormal*2, El Camino1, El Camino2, El Camino3, El Camino Girly (специальная модель для девушек) и El Camino VB;
- детские (kids)[28] — модели Supreme 24, Supreme 20 (модель с двадцатидюймовыми колёсами), Ramones 24 и Ramones 20;
- дёрт (dirt)[29] — модель Absolut;
- городские (city)[30] — модели Le Route1, Le Route1, Acid (модель с фиксированной передачей), Uptown Al ("маунтинбайк в городском обличье"), Uptown CRMO1 и Uptown CRMO2 (модели в традициях BMX).

Выпускаемые Commençal модели спортивной одежды отличаются яркостью и непосредственно связаны с маунтинбайк-тематикой, имеют цветные принты с надписью Commencal разными шрифтами. Используются особые материалы, улучшающие свойства одежды: cool comfort позволяет ей «дышать» и улучшает выведение влаги, обеспечивает износостойкость и согревающий эффект, coolmax способствует быстрому выведению пота, cordura имеет повышенную износостойкость и сопротивляемость на разрыв, лайкра характеризуется высокой степенью растяжимости, ткань tactel отличается лёгкостью, прочностью и высокой скоростью высыхания. Компания производит мужские, женские и детские модели велосипедных маек-джерси (с длинными и с короткими рукавами), шорт, носков, худи (толстовок) и футболок.